# Guillermo Ortiz Martínez
Guillermo Ortiz Martínez (Ciudad de México, 21 de julio de 1948) es un economista, profesor y político mexicano. Fue gobernador del Banco de México, secretario de Comunicaciones y Transportes en 1994 y secretario de Hacienda y Crédito Público entre 1994 y 1997 durante la presidencia de Ernesto Zedillo.
Es licenciado en Economía por la Universidad Nacional Autónoma de México, con maestría y doctorado en Economía por la Universidad Stanford. Ha ocupado diversos cargos en el sector público financiero, entre los cuales ha sido subsecretario de Hacienda y Crédito Público, representante de México en el Fondo Monetario Internacional.
Ha sido Profesor de Economía en el Colegio de México, el Instituto Tecnológico Autónomo de México y Stanford.
El 1 de enero de 1998, fue nombrado Gobernador del Banco de México y ratificado en su cargo en 1 de enero de 2004 hasta el 31 de diciembre de 2009.
El 12 de enero de 2009 fue nombrado presidente del Banco de Pagos Internacionales (BIS, por sus siglas en inglés) con sede en Basilea, Suiza, máximo cargo que se le ha distinguido a cualquier latinoamericano en dicha institución.

## Trayectoria en Grupo Financiero Banorte-Ixe
De marzo de 2011 a diciembre de 2014 fue Presidente del Consejo de Administración de Grupo Financiero Banorte. Durante sus cuatro años como Presidente Ejecutivo, los activos administrados del banco casi fueron triplicados, asimismo las ganancias netas se vieron multiplicadas en la misma proporción, la rentabilidad de los activos aumentó de 1.2 a 1.5 por ciento y las ganancias por acción tuvieron un incremento de  65 por ciento ya incluyendo  una dilución por aumento de capital en 2013.

## Arquitectos de la Economía Mundial
En marzo de 2010 comenzó a transmitirse la serie Arquitectos de la Economía Mundial en la que Guillermo Ortiz entrevista a destacadas personalidades del ámbito financiero internacional como: Paul Volcker, Stanley Fischer y Alan Greenspan.